# Elektroamt Berlin
Das Elektroamt Berlin war bis 1990 ein Dienstleistungsbetrieb des Ost-Berliner Magistrats. Zu seinen Aufgaben gehörte unter anderem die Wartung und Instandsetzung von Anstrahlungsanlagen repräsentativer Gebäude vor allem im (Ostberliner) Stadtzentrum. Hierzu zählten beispielsweise die Scheinwerferanlage des Berliner Fernsehturmes, der Humboldt-Universität, des Berolinahauses und der Staatsoper. Auch die Illumination des Brandenburger Tores wurde durch Mitarbeiter des Elektroamtes betreut. Für diese Tätigkeiten war eine spezielle Genehmigung der Grenztruppen bzw. der Staatssicherheit erforderlich, da es sich um Arbeiten im unmittelbaren Grenzbereich zu West-Berlin handelte.
Ein ausgewählter Kreis von Mitarbeitern des Elektroamts war zudem für die Pflege der Anstrahlungsanlagen des sowjetischen Ehrenmals an der Straße des 17. Juni in West-Berlin verantwortlich. Die hierzu berechtigten Personen wurden für die Zeitdauer ihres Einsatzes im Westteil Berlins mit einem Dienstreisepass ausgestattet.
Außerdem verfügte das Elektroamt über eine Abteilung für Nachrichtentechnik, betreute die Fernmeldetechnik und Medizintechnik, verschiedener Berliner Krankenhäuser und war für die Wartung der Brandmeldetechnik in sozialen Einrichtungen, wie den sogenannten Feierabendheimen, zuständig. Ein weiterer Arbeitsbereich waren die öffentlichen Uhren in Berlin. Diese trugen häufig auf dem Zifferblatt die Aufschrift „Elektroamt“ mit dem darüber befindlichen Berliner Stadtwappen. Regelmäßig fand das Elektroamt in der Tagespresse Erwähnung, wenn durch die Mitarbeiter in den Nächten der Umstellung auf Sommer- bzw. Winterzeit Arbeiten an den öffentlichen Uhren durchgeführt wurden.
Der Sitz des Betriebes war bis 1982 in Berlin-Mitte, Charlottenstrasse 55.
Ab 1982 befand er sich in der Storkower Straße 139 c in Berlin-Prenzlauer Berg.
Direktor war bis 1990 Manfred Beitke.
Im Zuge der Währungs-, Wirtschafts- und Sozialunion und der Privatisierung von DDR-Betrieben wurde das Elektroamt Mitte 1990 von der Firma Siemens Private Kommunikationssysteme Vertriebs GmbH übernommen und das Aufgabenspektrum auf den Bereich der Telekommunikation beschränkt.